# Bedeloppe
Bedeloppe (Circulifer tenellus), også undertiden kendt som Neoaliturus tenellus, er et insekt, der tilhører familien Cicadellidae (småcikader). Arten er kendt for at være vektor for en virus, der skader mange vigtige landbrugsafgrøder, f.eks. sukkerroe, agurk, tomat og vandmelon. Den er ikke kendt fra Danmark.